# Microgonia chimboaria
Microgonia chimboaria là một loài bướm đêm trong họ Geometridae.